# Laurent-Pierre Lachaussée
Laurent-Pierre Lachaussée, mort le 1er mai 1782 à Paris, est un graveur, éditeur et marchand d'estampes français. 

## Biographie
Laurent-Pierre, dont la date de naissance est inconnue, est le fils d'un horloger parisien, Pierre-Henry Lachaussée. Il se marie en 1766 avec la fille d'un graveur sur bois, Catherine-Suzanne Panseron. 
Installé rue du Petit-Pont puis rue Saint-Jacques, Laurent-Pierre Lachaussée édite des estampes, parmi lesquelles un grand nombre d'images de dévotions et de vues d'optique. Il grave trois planches dans le quatrième volume de l'Encyclopédie : Le fourbisseur, Le gantier et L'horlogerie.
Son fonds de marchandise sera estimé à son décès par le marchand Mondhare. 
Laurent-Pierre Lachaussée a eu un fils, Louis-Laurent-Pierre, également graveur.